# Фліндерс (острів)
Фліндерс — острів у протоці Басса, що розташовується за 20 км від мису Портленд, північно-східного краю Тасманії, Австралія та є найбільшим островом у групі Фюрно.

## Історія

### Пре-Історія
Фліндерс був вперше колонізований приблизно 35 тисяч років тому, коли перші поселенці вперше перетнули сьогоденну протоку Басса. Населення залишалося на острові приблизно до 2500 року до Р. Х. та зникло через зміну клімату під впливом Ель-Ніньйо.
Деякі з південно-східних островів в групі Фюрно відкрив 1773 року британський мореплавець Тобіас Фюрно, командир судна «Пригода», допоміжного судна другої експедиції Джеймса Кука.
З 1830 року, залишки тубільців були депортовані у Wybalenna (Дім Чорної Людини) на Фліндерс.
Муніципалітет Фліндерс був заснований в 1903 році.

## Географія і природа
Острів входить до складу штату Тасманія, і є частиною муніципалітету Фліндерс.
Острів простягається на приблизно 62 км з півночі на південь і 37 км зі сходу на захід. Загальна площа острова становить 1333 км². На південному заході острова є найбільша гора, Стрзелекі (англ. Strzelecki), висотою 756 м. Близько третини території острова гориста; міцний гранітний хребет проходить по всій довжині острова. У прибережних районах переважають піщані відкладення, які часто приймають форму дюн. Багато прибережних лагун перемежовують східний берег, а утворені дюни блокують численні струмки.
Прибережні райони в основному покриті чагарником, а рослинність на більшій висоті складається з лісу, в основному — евкаліпт. Загальне число видів рослин у групі Фюрно також перевищує 800, показуючи біорізноманіття його екосистеми. На острові живуть такі види тварин: Macropus rufogriseus, Trichosurus vulpecula, Cereopsis novaehollandiae, Puffinus tenuirostris, Cercartetus nanus, Potorous apicalis, Pseudocheirus peregrinus, Thylogale billardierii і Arctocephalus pusillus і популяція диких індичок.

## Клімат
Острів знаходиться у зоні, котра характеризується морським кліматом. Найтепліший місяць — січень із середньою температурою 17,8 °C (64 °F). Найхолодніший місяць — липень, із середньою температурою 9,4 °С (49 °F).
| Клімат о. Фліндерс      | Клімат о. Фліндерс | Клімат о. Фліндерс | Клімат о. Фліндерс | Клімат о. Фліндерс | Клімат о. Фліндерс | Клімат о. Фліндерс | Клімат о. Фліндерс | Клімат о. Фліндерс | Клімат о. Фліндерс | Клімат о. Фліндерс | Клімат о. Фліндерс | Клімат о. Фліндерс | Клімат о. Фліндерс |
| Показник                | Січ.               | Лют.               | Бер.               | Квіт.              | Трав.              | Черв.              | Лип.               | Серп.              | Вер.               | Жовт.              | Лист.              | Груд.              | Рік                |
| Абсолютний максимум, °C | 37                 | 38                 | 35                 | 31                 | 26                 | 19                 | 21                 | 22                 | 29                 | 30                 | 35                 | 34                 | 38                 |
| Середній максимум, °C   | 21                 | 22                 | 21                 | 18                 | 16                 | 13                 | 13                 | 13                 | 15                 | 16                 | 18                 | 20                 | 17                 |
| Середня температура, °C | 17                 | 17                 | 17                 | 15                 | 12                 | 10                 | 9                  | 10                 | 11                 | 12                 | 14                 | 16                 | 13                 |
| Середній мінімум, °C    | 12                 | 13                 | 12                 | 11                 | 8                  | 7                  | 6                  | 6                  | 7                  | 8                  | 10                 | 11                 | 9                  |
| Абсолютний мінімум, °C  | 2                  | 3                  | 1                  | 0                  | −1                 | −2                 | −3                 | −2                 | −2                 | −1                 | 0                  | 2                  | −3                 |
| Норма опадів, мм        | 40                 | 30                 | 50                 | 60                 | 80                 | 70                 | 90                 | 80                 | 70                 | 50                 | 50                 | 60                 | 780                |
| ----------------------- | ------------------ | ------------------ | ------------------ | ------------------ | ------------------ | ------------------ | ------------------ | ------------------ | ------------------ | ------------------ | ------------------ | ------------------ | ------------------ |
| Джерело: Weatherbase    |                    |                    |                    |                    |                    |                    |                    |                    |                    |                    |                    |                    |                    |

## Демографія
Населення в 2005 році становило 897 осіб (середній вік — 45 років).